# Vesanto
Vesanto ist eine finnische Gemeinde in der Landschaft Nordsavo.

## Ortschaften
Zur Gemeinde gehören die Orte Ahveninen, Harinkaa, Horonkylä, Kuuslahti, Niinivesi, Närhilä, Oinaskylä, Tiitilänkylä, Sonkari, Länsi-Vesanto, Vesamäki und Vesijärvi.

## Politik

### Gemeinderat
Wie in den meisten ländlichen Gegenden Finnlands ist in Vesanto die bäuerlich-liberale Zentrumspartei die stärkste Partei. Bei der Kommunalwahl 2012 erreichte sie mit etwa 65 % der Stimmen und 15 von 21 Abgeordneten eine Zweidrittelmehrheit im Rat. Die rechtspopulistischen Wahren Finnen und die Sozialdemokraten verfügen über je drei Sitze. Die konservative Nationale Sammlungspartei verlor drei Viertel ihrer Stimmen und damit ihre drei Mandate im Gemeinderat.
| Partei                    | Wahlergebnis 2012 | Sitze   |
| ------------------------- | ----------------- | ------- |
| Zentrumspartei            | 65,7 % (+15,8)    | 15 (+4) |
| Wahre Finnen              | 15,9 % (+10,9)    | 3 (+2)  |
| Sozialdemokraten          | 14,3 % (−14,6)    | 3 (−3)  |
| Nationale Sammlungspartei | 3,6 % (−10,8)     | 0 (−3)  |
| Christdemokraten          | 0,6 % (−1,3)      | 0 (±0)  |

### Wappen
Beschreibung des Wappens: In Schwarz liegen fünf goldene Schrägfäden.

### Gemeindepartnerschaften
Vesanto unterhält folgende Gemeindepartnerschaften:
- Mark (Schweden), seit 1975
- Rajon Prioneschsk (Russland), seit 1989
- Gymnasium der Gemeinde Ülenurme (Estland), seit 1991

## Bekannte Söhne und Töchter
- Karolina Utriainen (1843–1929), evangelische Laienpredigerin und Visionärin
- Kalevi Huuskonen (1932–1999), Biathlet
- Leena Lehtolainen (* 1964), Schriftstellerin